# 七月寒潮
是一部2014年的美国獨立犯罪剧情電影，由吉姆·米克执导，米克和尼克·達米奇编剧，改编自喬·R·蘭斯代爾的1989年小说《Cold in July》。米高·C·賀爾、森·舒柏和唐·強生主演。2014年1月18日在辛丹斯電影節上亮相，美国于同年5月23日上映。

## 剧情
理查德出于自卫杀死了进入他家中的陌生人，但随后就遭到死者父亲的残忍报复。在对抗的过程中双方都逐渐发现，其实事情并不是表面上那么简单。

## 演員和角色
- 米高·C·賀爾 飾 Richard Dane
- 森·舒柏 飾 Ben Russell
- 唐·強生 飾 Jim Bob Luke
- 凡妮莎·蕭（英语：Vinessa Shaw） 飾 Ann Dane
- 尼克·達米奇（英语：Nick Damici） 飾 Ray Price
- 懷亞特·羅素 飾 Freddy Russell
- 蘭尼·法拉提（英语：Lanny Flaherty） 飾 Jack Crow
- Rachel Zeiger-Haag 飾 Valerie
- Brogan Hall 飾 Jordan Dane

## 制作
2013年7月29日在纽约州开拍。

## 评价
媒体综评72分，烂番茄新鲜度92%，获得广泛肯定。美媒认为：“在你彻底明白發生了什么之前，你可能会认为自己正在看另一个类型的影片，随后又是另一个……在这部影片身上你可以发现多种类型电影的痕迹。也许并不是哪一种你都买账，但却无法否认这部作品的伟大”，“紧张且暴力，这是一部从第一个场景开始直到结束都会紧紧抓住你心神的影片”。